# Maria José Salgado Lages
Maria José Salgado Lages (Maceió, 17 de junho de 1907 - Rio de Janeiro, 30 de novembro de 2003), também conhecida como Lily Lages, foi a primeira mulher eleita deputada da Assembleia Legislativa de Alagoas. Além disso, atuou como médica, especializando-se na área de otorrinolaringologia, foi professora universitária e escreveu livros e artigos sobre saúde, educação e sociedade.

## Primeiros anos e formação
Filha do comerciante José Gonçalves Lages, nascido em Alagoas, e da pernambucana Maria Salgado Lages, iniciou os estudos no Colégio Coração de Jesus, em Maceió, sua cidade de nascença. No mesmo colégio, estudaram também seus quatro irmãos: Abeillard, José, Afrânio e Armando.
Posteriormente, Lages realizou os exames preparatórios para o colégio estadual de Alagoas mais ambicionado para os filhos da elite do estado na época, o Liceu Alagoano. Em seguida, mudou-se para Pernambuco, onde deu sequência aos estudos na Academia Santa Gertrudes, em Olinda. A instituição havia sido fundada por religiosas da Ordem de São Bento no ano de 1912.
Neste período em que frequentou o colégio, foi quando recebeu o apelido de Lily por uma das Madres da Academia. Posteriormente, foi por esse apelido que Lages ficou conhecida na área acadêmica e literária.
Desde cedo, demonstrava sua inclinação para a escrita. Foi a responsável pela letra do hino de seu colégio, escrevia poemas e peças teatrais, nas quais também atuava. Ainda nas aulas do colégio, também cultivava o interesse pela área da Medicina, dissecando animais mortos para explorar seus interiores.
Depois, ingressou na Faculdade de Medicina da Universidade Federal da Bahia no ano de 1925. Na época, os pais também se mudaram para Salvador e, posteriormente, o irmão José também ingressou no curso.
Durante sua passagem pela universidade demonstrou seu interesse pela pesquisa em sua área. Em 1931, Lages concluiu sua graduação.
Na época, a tese de Lages, que recebeu o título “Infecção focal e surdez”, recebeu uma avaliação relevante para a concessão do prêmio Alfredo Britto. A ata com o parecer, foi assinada no dia 21 de junho do mesmo ano de sua formação pelos professores Rodrigues de Moraes, Álvaro de Carvalho e Edgar Santos. Nela, eles ressaltaram e fizeram elogios à originalidade do trabalho, à relevância do tema em termos científicos e a sua postura na defesa da tese. Posteriormente, Lages a enviou a especialistas nacionais e também da França e dos Estados Unidos, e, por fim, também foi elogiada pelo Mestre austríaco Markus Hajek.
Sua formação acadêmica e sua carreira como professora tiveram quatro grandes polos: Alagoas, Pernambuco, Bahia e Rio de Janeiro. Especificamente no estado carioca, intensificou suas atividades como médica e autora.

## Defesa das mulheres e a questão da maternidade
Para a médica alagoana, o seu estado de origem havia evoluído economicamente, mas os aspectos sociais em relação ao tratamento dado às pessoas progredia lentamente. Um dos destaques de sua atuação na sociedade diz respeito a sua militância em relação à defesa da integridade tanto física quanto moral das mulheres quando se trata de cuidados maternos.
Para a autora, as mães precisariam possuir um conhecimento específico para conseguirem desenvolver os principais cuidados com seus bebês. Ou seja, a mulher deveria cuidar de seu filho baseando-se em saberes, conhecendo questões da pedagogia e da higiene.
Uma de suas obras foi “A nova mulher e o problema da infância”, de 1933. Na obra, a autora defende que a chamada “nova mulher”, que é apresentada por ela, consiga cumprir suas obrigações como mãe de maneira integral. Dessa forma, segundo a escritora, a criança poderia aproveitar condições favoráveis que ajudem tanto em seu desenvolvimento biológico quanto mental. Nesta obra, ela defende que a “nova mulher” tenha um entendimento especificamente científico para conseguir cuidar de seu filho logo nos primeiros anos de sua vida. A obra foi publicada na Bahia e foi resultado de uma conferência que ocorreu em Maceió em 1933. Na obra, Lages destaca como deve ser o cuidado das mulheres ao longo da maternidade, assim como o estado de saúde e higiene para que a crianças consiga se desenvolver física e mentalmente.
Além desse aspecto relacionado à maternidade, Lages discutiu também a questão do suicídio precoce. Baseada em pesquisas realizadas pelo psiquiatra alagoano Arthur Ramos, a autora afirmou que essa prática era frequente na Bahia, principalmente entre meninas, em grande parte das vezes devido a problemas em relacionamentos amorosos com paixões não correspondidas. Segundo a autora, o ambiente possui uma grande relevância para construir o caráter na infância. Se a criança, por exemplo, morasse em um lugar com muita movimentação em seu entorno e junto com indivíduos com algum tipo de vício, teria sua pureza prejudicada. Estes casos seriam ainda mais impactantes em crianças sem boas condições econômicas, pois, segundo a autora, sairiam em busca do que não encontram em casa, e também em garotas que entrariam muito jovens no mundo da promiscuidade.
Lages atuou com militância, defendendo o auxílio que o governo deveria dar às mulheres ao longo da gestação. Para a autora, o amparo precisava ocorrer tanto para a mulher quanto para o bebê, pois para que a criança nascesse física e mentalmente bem desenvolvida, a mãe precisava de determinados cuidados. Para a autora, os brasileiros tinham que se basear, por exemplo, na sociedade norte-americana, que oferece uma educação específica para que as mães conseguissem possibilitar que a criança se desenvolvesse plenamente.
Além disso, as ideias da autora foram relacionadas às ideias higienistas que estavam em alta no período. Apesar de ser de uma maneira limitada, ela defendia que a crianças precisava passar por uma higiene mental que levaria a um bom comportamento em face da sociedade.

## Medicina e docência
Cinco anos após sua graduação, passou a lecionar na mesma instituição em que havia se formado.
Entre os anos de 1931 e 1938, Lages atuou como médica no estado de Alagoas. Começou trabalhando como otorrinolaringologista, em um consultório que ficava na área central de Maceió, no primeiro andar de um prédio na Rua do Comércio. Já no Dispensório José Duarte, na Rua Pontes de Miranda, três vezes por semana, ela atendia de forma gratuita pessoas que não tivessem condições financeiras para pagar a consulta.
Com o tempo, a clínica cresceu e Lages começou a se envolver com questões sociais. No ano de 1932, Lages recebeu a nomeação de assistente honorária da cadeira de Clínica Otorrinolaringológica. Ela permaneceu nesta posição durante três anos e cinco meses. Posteriormente, no dia 30 de maio de 1936, Lages recebeu aprovação no concurso para atuar como docente livre na disciplina de Otorrinolaringologia na Faculdade de Medicina da Bahia, se tornando a primeira mulher a concorrer à Docência Livre na Faculdade.
Depois da conquista de Lages, outras mulheres também começaram a lecionar na instituição. Entretanto, vale ressaltar que que essas mulheres assumiram posições como assistentes e não como catedráticas, o que também não impediu que ao se tornarem professoras assistentes agregassem valor ao exercício de suas profissões, ressaltando suas qualificações.
No dia 3 de março de 1975, conseguiu o título de Docente Livre em Otorrinolaringologia na Faculdade de Medicina da Universidade Federal do Rio de Janeiro, após ter prestado o concurso em abril do ano anterior e conquistado a titulação de Doutora em Medicina com a defesa de sua tese, com o título de Ozena, nome de uma doença nasal crônica.

## Federação Brasileira pelo Progresso Feminino
No ano de 1922, no Rio de Janeiro, foi organizada a Federação Brasileira pelo Progresso Feminino, que foi um movimento de alcance nacional que tinha como meta a defesa dos direitos das mulheres do país.
Em 13 de maio de 1932, formou-se a primeira Diretoria da Federação pelo Progresso Feminino em Maceió. Na época, Lages foi eleita a presidente do movimento.
A Federação começou a se destacar em Alagoas. O movimento tinha objetivos bem estabelecidos para impactar a sociedade em termos sociais, culturais e políticos. Por um decreto de 10 de maio de 1933, o grupo foi reconhecido como utilidade pública pelo então Interventor Federal em Alagoas, o Capitão Afonso de Carvalho. O bom desempenho das campanhas locais acabaram se espalhando pelo Brasil. No dia 12 de outubro de 1933, Lages foi até a sede da Federação Brasileira por causa das eleições da Diretoria Central. Depois da abertura feita por Bertha Lutz e a saudação de Maria Luiza Bittencourt, a médica de Alagoas, discursou, especificando suas ações.
A Federação Alagoana pelo Progresso Feminino, priorizando e valorizando o desenvolvimento intelectual feminino, essencial, segundo elas, para que a sociedade se desenvolvesse, ofereceu ao longo dos anos cursos gratuitos tanto para sócios quanto para quem não tivesse condições financeiras, com diversas matérias. Entre as palestras abertas à comunidade, uma das que mais recebeu destaque, está a realizada por Arthur Ramos, que, na época, lecionava psiquiatria na Faculdade de Medicina da Bahia e foi o foco de uma das obras de Lages. O título da palestra era “A mulher em face da ciência contemporânea” e foi realizada no dia 20 de abril de 1933. O professor tentou provar a partir de fatos científicos que os homens e mulheres não possuíam uma relação de inferioridade ou superioridade, mas eram apenas diferentes.
O movimento nasceu e se desenvolveu dentro de um contexto histórico no qual intensificavam-se as lutas em prol do voto feminino, que começou no final do século XIX. Além disso, ele também é fruto de contestações à ordem política e institucional da Primeira República. A FBPF atuou principalmente na luta pelo voto das mulheres brasileiras. O principal nome do movimento foi Bertha Lutz. Entre outras reivindicações se destacavam questões relacionadas à educação feminina, à regulação das leis do trabalho voltadas para as mulheres e à proteção das mães e da infância. O movimento se espalhou pelo país e, no final dos anos de 1920, estava presente com núcleos em diversas regiões e reunia associações profissionais de mulheres. Alguns núcleos que se destacaram foram o de Alagoas, dirigido por Lily Lages, o da Bahia, o de Minas Gerais, o de Pernambuco e o de Sergipe. Estes, eram dirigidos respectivamente por Maria Luísa Bittencourt, Elvira Kommel, Nícia Sá Pereira e Maria Rita. O movimento foi extinto no ano de 1937.

## Atuação na política

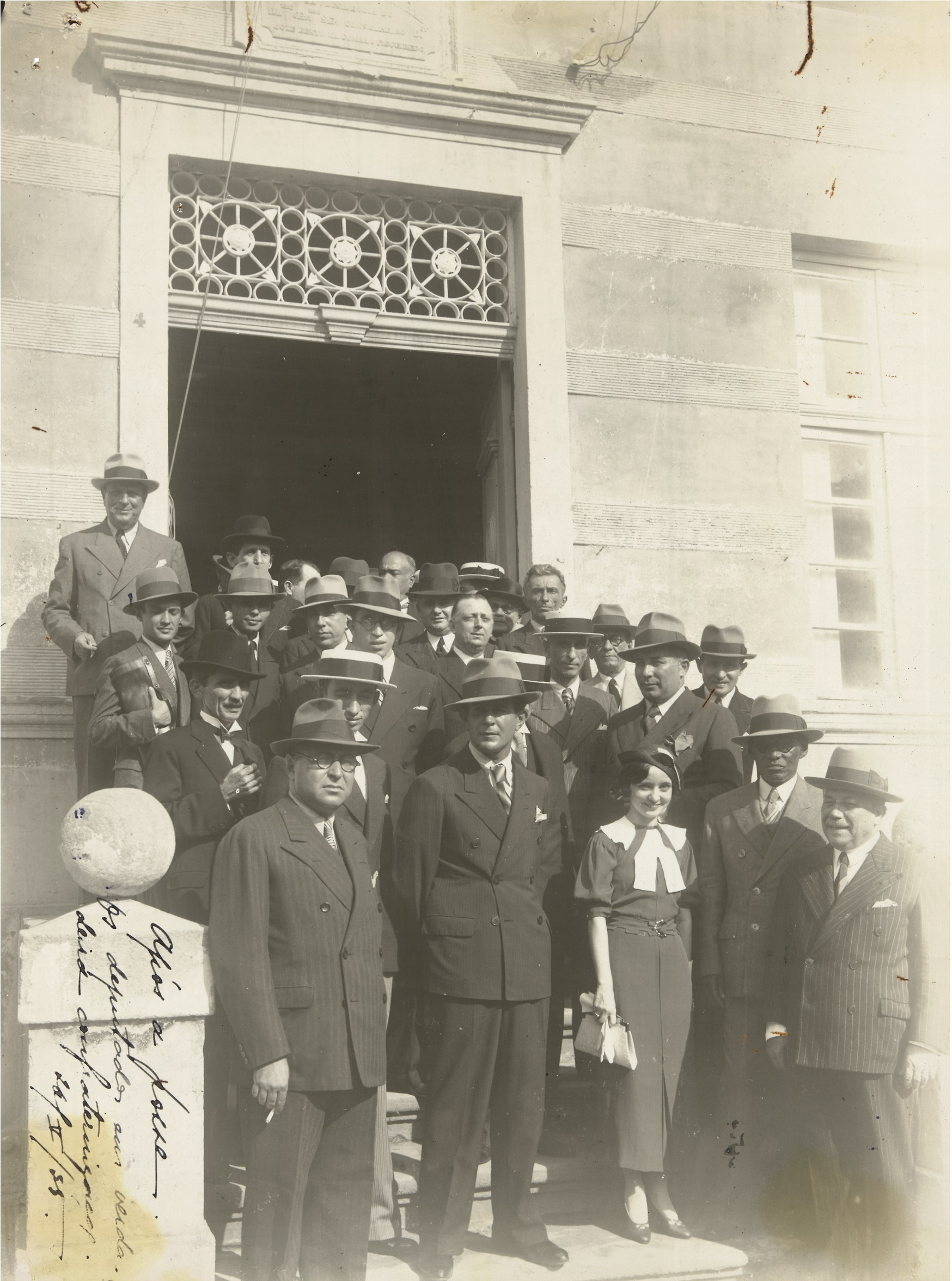
Posse de Maria José Salgado Lages, primeira mulher eleita deputada da Assembleia Legislativa de Alagoas

### Eleições de 1934
Em 1934, ocorrem as eleições pelo país. As mulheres começaram a ganhar espaço nas Assembleias Legislativas e Prefeituras em diversos estados brasileiros, adentrando no campo político. Entre elas, é possível citar Antonieta de Barros em Santa Catarina, que se tornou a primeira mulher eleita deputada no estado e a primeira mulher negra a entrar no cenário político. No ano de 1935, a então advogada Maria Luíza Bittencourt assumiu na Bahia. No estado de São Paulo, foram eleitas Maria Thereza Nogueira de Azevedo, diretora da Associação Cívica Feminina, e Maria Thereza Silveira de Barros Camargo, enquanto no Rio Grande do Norte, Maria do Céu Pereira Fernandes assumiu o cargo. Em 28 de julho do ano seguinte, Bertha Lutz tornou-se deputada federal, assumindo o cargo então ocupada por Cândido Pessoa, que havia falecido.

### Contribuições
Foi em 1934 que Lily Lages se tornou a primeira mulher eleita deputada estadual em Alagoas. A conquista contou com 13.891 votos no segundo turno.
A médica alagoana foi uma entre as duas primeiras candidatas eleitas que efetivamente possuíam uma ligação com o movimento feminista, assim como a advogada baiana Maria Luísa Bittencourt.
A primeira pessoa a lançar a candidatura de Lages a um cargo na Assembleia foi Arthur Ramos. O feito foi realizado em uma sessão da federação no dia 20 de abril de 1933 no Instituto Histórico. Entretanto, a indicação definitiva de Lages para a candidatura como deputada pelo Partido Republicano foi feita pelo Interventor Federal Osman Loureiro.
Sua vitória como a primeira Deputada à Assembleia Constituinte do Estado de Alagoas ganhou repercussão na imprensa brasileira. Sua dedicação começou na Federação e, posteriormente, foi complementada na Câmara. No dia 16 de setembro de 1935, ocorreu a promulgação da Carta Política de Alagoas e Lily Lages ajudou a elaborá-la. Na época, ela chegou a apresentar emendas, que chegaram a ser aceitas tanto integral quanto parcialmente.
No total, Lages fez uma contribuição de dez emendas à Constituição Estadual. O ponto em comum entre elas era o foco nos interesses da população de Alagoas. Todas tinham por finalidade proporcionar benefícios para determinados grupos, como as mulheres, doentes, crianças e funcionários públicos. A deputada teve de enfrentar diversas dificuldades levantadas pela oposição, mas não recuou frente às ameaças.
Em relação aos funcionários públicos, Lages também defendeu que as pessoas que tivessem ficado invalidadas devido a algum acidente que tivesse acontecido no trabalho ou inabilitadas por conta de doenças incuráveis deveriam receber aposentadoria com vencimentos integrais.
No capítulo “Da Ordem Econômica e Social”, Lages fez sua maior contribuição: possibilitou  a destinação de 7% das rendas do estado ao serviço de Saúde Pública. Essa emenda foi justificada a partir de uma análise da precariedade do setor sanitário da região.
Além disso, fez uma proposta que defendia que 3% da renda tributária do estado fosse destinada ao suporte à maternidade e à infância. Também saiu em defesa de que a aposentadoria de servidores públicos fosse integral, caso eles tivessem ficado inabilitados ou inválidos para realizarem suas funções devido a acidentes de trabalho.
Ainda na Assembleia Legislativa, a deputada conseguiu garantir a autonomia municipal para três cidades: Junqueiro, Belo Monte e São Braz. Lages também defendeu arduamente a liberdade de expressão.

Chegou a fazer diversas declarações à imprensa em tom de ironia, questionando a Lei de Segurança sempre que conseguisse. Inclusive, chegou a questioná-la ao ser entrevistada pelo jornal Gazeta de Alagoas no mês de fevereiro de 1935:
“Sob a pressão de tal lei haverá talvez vantagem em ser cego e surdo. De que nos serve ver e ouvir, se não nos é permitido falar?". 
Lages se posicionou contra a adoção do serviço militar pelas mulheres como um princípio da Constituição.
O tema da infância abandonada também estava presente em vários de seus discursos. Um exemplo ocorreu em junho do ano de 1937. A deputada falou sobre delinquência juvenil, baseando-se nos quadros que foram presenciados na penitenciária da Praça da Independência.

## Últimos anos
A médica, especializada em otorrinolaringologia, e escritora faleceu no dia 30 de novembro de 2003, no Rio de Janeiro, estado onde havia sido professora universitária.

## Obras
Tendo demonstrado sua inclinação para a escrita desde jovem, Lages, ao longo de sua trajetória, foi a responsável pela publicação de diversas obras.  Em Maceió, Lages pertenceu à Academia Guimarães Passos. Ela também teve publicações de cunho médico em livros e periódicos da época. A também oradora, fez a publicação de Ensaios, nos quais abordou vários temas relacionados à medicina. Entre suas obras está “Beethoven no mundo do silêncio”.
As obras da autora se destacam e podem ser divididas em duas grandes áreas: a medicina, setor no qual atuava como professora universitária, e o setor da educação e sociedade. Entre elas, estão “Arthur Ramos: e sua luta contra a discriminação racial”, publicado em 1997, na qual a autora escreveu sobre as lutas de Ramos para combater o preconceito racial no Brasil; “Otologia Legal e do Trabalho (Fraturas Labirínticas)”, de 1957; e “Menores Abandonados e Delinquentes”, de 1937.
Lages também fez contribuições em artigos do Jornal de Alagoas e da Gazeta de Alagoas, tanto na parte de produção quanto na de publicação.
“A nova mulher e o problema da infância”, publicado no ano de 1933, também pode ser classificado dentro na área de Pedagogia, por se tratar de uma obra com foco na educação de mães para com seus filhos.

## Homenagens
Lily Lages recebeu uma homenagem de Maria Luísa Bittencourt, na época Conselheira Jurídica da Federação Brasileira pelo Progresso Feminino, durante sua conclusão de curso na Faculdade de Medicina, em Salvador. O ano foi 1931 e Bittencourt declarou que estava diante de uma nova concepção de Eva Moderna. Entre os motivos para a admiração da Conselheira pela médica foram mencionados sua capacidade, inteligência, cultura, modéstia, elegância, calma, graça e encanto singular.
No mês de julho de 1973, foi homenageada em Berlim e destacaram sua atuação no intercâmbio cultural entre o Brasil e a Alemanha.
No ano de 1997, recebeu o título de membro honorário da Academia Alagoana de Medicina.

## Legado
Tendo atuado ativamente para a melhoria das condições das mulheres nos mais diversos setores e na política, Lages deixou um forte legado tanto na questão da luta por direitos sociais quanto da luta pela dignidade feminina.